# NGC 3341
NGC 3341 је галаксија у сазвежђу Секстант која се налази на NGC листи објеката дубоког неба.
Деклинација објекта је + 5° 2' 39" а ректасцензија 10h 42m 31,5s. Привидна величина (магнитуда) објекта NGC 3341 износи 13,8 а фотографска магнитуда 14,8. NGC 3341 је још познат и под ознакама UGC 5831, MCG 1-27-31, CGCG 37-124, PGC 31915.